# Inspektor Gadget 2
Inspektor Gadget 2 (Originaltitel: Inspector Gadget 2) ist eine US-amerikanische Filmkomödie von Alex Zamm aus dem Jahr 2003. Sie basiert auf der gleichnamigen Zeichentrickserie aus den 1980er Jahren. Es handelte sich um die Fortsetzung des erfolgreichen Films Inspektor Gadget, jedoch wurde keiner der vorherigen Schauspieler erneut verpflichtet. Im Gegensatz zum Vorgänger wurde dieser Film direkt für den Video- und DVD-Markt produziert.

## Handlung
Die Kriminalität in Riverton hat aufgehört, seit Dr. Klaue verhaftet und ins Gefängnis gesteckt wurde, und Inspektor Gadget und sein Gadgetmobil haben Probleme in ihrem Beruf, vor allem, weil Gadget aus Langeweile überreagiert und Leute ins Gefängnis schickt, weil sie unbeabsichtigt und geringfügig gegen das Gesetz verstoßen haben (wie z. B. eine Gruppe von Pfadfinderinnen ins Gefängnis zu schicken, weil sie Kekse verkauft haben, die kaum abgelaufen sind). Um die Sache noch schlimmer zu machen, hat der menschliche Cyborg-Polizist Kurzschlüsse, die dazu führen, dass die falsche Waffe aktiviert wird, wenn er "Go Go Gadget" sagt.
Chief Quimby ist es leid, dass Inspektor Gadget sein Gefängnis aus lächerlichen Gründen überfüllt hat, und setzt Gadget wütend auf Bewährung, nachdem Quimbys Mutter angeklagt wurde, weil sie auf einer größtenteils verlassenen Autobahn die Geschwindigkeitsbegrenzung leicht überschritten hat. Zu dieser Zeit flieht Dr. Klaue aus dem Gefängnis und versucht, sich an Gadget dafür zu rächen, dass er ihn ins Gefängnis gebracht hat, und sein Multi-Millionen-Dollar-Imperium neu zu starten. Bürgermeister Wilson nutzt diese Gelegenheit, um einen verbesserten weiblichen Roboter vom Typ Gadget zu entwerfen und enthüllt das Gadget Model #2 (kurz G2). Da er glaubt, dass der defekte Gadget so bald nicht wieder einsatzbereit sein wird. Gadget beginnt, sich in G2 zu verlieben, obwohl sie es nicht erwidert, da sie es vorzieht, alleine zu arbeiten, da sie ihn als Ärgernis ansieht, aber gleichzeitig seine Entschlossenheit, das Verbrechen zu bekämpfen, zu schätzen weiß.
Dr. Klaue heckt einen neuen Plan aus, um der Federal Reserve Gold im Wert von fünf Billionen Dollar zu stehlen. Gadget versucht wiederholt, ihn aufzuhalten, wird aber immer wieder durch seine eigenen Stümpereien und Pannen aufgehalten, die es Klaues Handlangern Brick und McKibble und ihren drei zusätzlichen Rekruten (Squint, Jungle Bob und dem Ninja) ermöglichen, unbemerkt Komponenten für den Plan zu stehlen. Seine Eskapaden hindern G2 auch daran, Klaue zu stoppen. Quimby ist zunehmend frustriert und feuert Gadget schließlich, nachdem Klaues Männer auf einer Wissenschaftskonferenz einen Schaltkreis - Chip auf Gadget installiert haben, der es Klaue ermöglicht, ihn wie eine Marionette zu kontrollieren und erheblichen Schaden anzurichten. Obwohl Gadget genügend Beweise von Wissenschaftlern, einschließlich Baxter, hat um zu beweisen, dass es nicht seine Schuld war. Penny bietet ihre Hilfe an, wird aber aufgrund ihres Alters davor gewarnt, sich einzumischen.
Nach mehreren erfolglosen Aufträgen wird Gadget als Parkwächter eingestellt. Klaue infiltriert eine von Wilson veranstaltete Spendenaktion und aktiviert eine Bombe mit Lachgas, um die Gäste abzulenken, während er einen 50.000-karätigen Rubin stiehlt, der dem Rajah aus Indien gehört. Nebenbei lockt er G2, welche gegen das Gas immun ist, mit einem Magneten in die Falle. Danach können Klaue und seine Schergen entkommen. Wilson befiehlt Quimby, G2 zu deaktivieren und das Gadget-Programm endgültig zu beenden, um die Öffentlichkeit von der Inkompetenz der Polizei abzulenken.
Penny beschließt, selbst Nachforschungen anzustellen, und infiltriert schließlich Klaues Versteck in der verlassenen Fabrik außerhalb der Stadt. Sie wird jedoch von Klaue und seinen Schergen gefangen genommen. Gadget begibt sich in das Labor seines befreundeten Wissenschaftlers Baxter, um G2 zu reaktivieren, die erkennt, dass Gadget sich wirklich um sie kümmert. Brain, der Klaues Männern entkommen ist, erzählt ihnen durch Baxters Bell Übersetzer, dass Klaue Penny entführt und die drei gestohlenen Gegenstände (ionische Brennstoffzellen, einen Protonen Laser und einen Rubin) verwendet hat, um eine Superwaffe zu bauen. Als Gadget herausfindet, dass Klaue in der Fabrik ansässig ist, verbindet er schließlich die Beweise, die Penny ihm zuvor vorgelegt hat und G2 erklärt sich bereit ihm zu helfen und Klaues Plan zu vereiteln.
Am nächsten Tag aktiviert Klaue seine Maschine. Einen Laser, der die Zeit in Riverton einfriert, so dass Klaue und seine Handlanger die Federal Reserve leicht ausrauben können. Danach würde der Laser auf der ganzen Welt eingesetzt werden um andere Wertsachen auszurauben. Die Gadgets schaffen es, der Explosion der Waffe auszuweichen und die Gruppe dort zu konfrontieren. Klaue befiehlt seinen anderen Schergen, das Paar anzugreifen, damit er, Brick und McKibble entkommen können. Aber die beiden Gadgets beschließen, die Chips zu tauschen, damit Gadget perfekt funktionieren kann. Trotz Pannen gelingt es G2 Klaues angeheuerte Schläger zu fangen. Gadget verfolgt Klaue, der Penny in einem mit Sprengstoff beladenen Go-Kart vom Truck fallen lässt. Nachdem er sie gerettet hat, treffen sich beide wieder mit G2 und dem Gadgetmobil. An einer Brücke stoppt Gadget Klaues Truck mit einer Pfütze aus Kaugummi. Brick und McKibble versuchen zu fliehen, bleiben aber in der Pfütze stecken und werden verhaftet. Klaue entkommt in einer raketenartigen Kapsel und schwört, dass er sich an Gadget beim nächsten Mal rächen wird. Penny und die Gadgets machen die Auswirkungen des Lasers rückgängig und tauen Riverton wieder auf.
Wilson und Quimby gratulieren den Gadgets zu ihren heldenhaften Bemühungen, wobei Gadget, der von Quimby wieder eingestellt wurde, auch Penny Anerkennung zollt und zugibt, dass er stolz darauf ist, sie als Partnerin zu haben, und ihr eine Junior Inspector Medaille für ihr verdienstvolles Verhalten verleiht. Als Gadget und G2 sich vor dem Rathaus küssen, steigt ein Feuerwerk aus Gadgets Hut. Ein Böller landet direkt neben Quimby und Wilson und explodiert kurz darauf, was beide dazu veranlasst, wütend nach Gadgets Namen zu rufen.

## Kritiken
„Langweilige Komödie aus der Video-Ecke um einen Robo-Ermittler.“

„Unterhaltsames Sequel von "Inspektor Gadget" (1998), das in Anlehnung an eine 20 Jahre alte Comic-Serie in schrillen Farben ein Feuerwerk an Effekten abbrennt.“